# The Legend of Zelda: Ocarina of Time
The Legend of Zelda: Ocarina of Time (яп. ゼルダの伝説 時のオカリナ Дзэруда но Дэнсэцу Токи но Окарина, Легенда о Зельде: Окарина времени) — фэнтезийная приключенческая видеоигра, разработанная и изданная компанией Nintendo для игровой приставки Nintendo 64 как пятая по счёту часть популярной серии The Legend of Zelda. Первая трёхмерная игра серии.
Игра была разработана командой Nintendo Entertainment Analysis & Development под руководством пяти режиссёров. Одним из них стал основатель серии Сигэру Миямото. Сценарий для Ocarina of Time написал Кэнсукэ Танабэ по наработкам Миямото, а саундтрек — ветеран-разработчик серии Кодзи Кондо.
Действие игры разворачивается в вымышленном королевстве Хайрул. Игрок управляет главным героем по имени Линк, который отправляется в путешествие с целью остановить Ганондорфа, главного врага принцессы Зельды и основного антагониста игр серии. В ходе выполнения заданий Линк перемещается по подземельям и поверхности мира и получает возможность путешествовать во времени. В игре представлены такие функции, как система захвата цели, влияющая на игровой процесс система смены дня и ночи, исследование большого открытого мира, побочные квесты и контекстно зависимое управление, которые на момент выхода стали революционным решением и с тех пор используются практически во всех играх жанра. Чтобы прокачиваться, игрок разучивает песни на окарине, которые он затем играет при помощи нажатия кнопок геймпада, которые расположены примерно в тех же местах, что и отверстия в музыкальном инструменте.
Ocarina of Time получила всеобщее признание критиков, многие из которых впервые в истории поставили игре максимально возможный балл, и игроков, а также множество наград, включая звание «Игра года» (англ. Game of the Year) от большого количества игровых изданий. Рецензенты высоко оценили игровой процесс, графику, звук, игровой саундтрек и сюжетную составляющую. Коммерчески игра была крайне успешна: на 2020 год по всему миру продано более 12 миллионов копий. Многие игровые издания и журналисты называют Ocarina of Time величайшей игрой в истории индустрии. При этом она имеет высший рейтинг 99 / 100 на агрегаторе рецензий Metacritic. В 2022 году игра стала новым участником Всемирного зала славы видеоигр.
Сиквел игры и прямое сюжетное продолжение под названием The Legend of Zelda: Majora's Mask был выпущен в 2000 году. В начале этого же года Ocarina of Time была переиздана для игровой приставки GameCube. В 2011 году была выпущена версия для 3DS, имеющая более низкий рейтинг. Обе версии включают в себя так называемый «Мастер-квест» (англ. Master Quest), альтернативную версию игры с новыми головоломками и повышенным уровнем сложности.

## Игровой процесс

Кадр из игры

The Legend of Zelda: Ocarina of Time — это фэнтезийная приключенческая игра, действия которой происходят в обширных локациях на территории вымышленного королевства Хайрул. Игрок в режиме от третьего лица управляет главным игровым персонажем серии по имени Линк (англ. Link), который перемещается в трёхмерном мире. В основном он использует меч и щит, но может использовать и другое оружие, например, метательное, в том числе бомбы, и свои магические способности. В системе управления присутствуют автоматическая система наведения, получившая название Z-targeting и контекстно-зависимые действия. Благодаря первому при нажатии на кнопку камера следует за целью, и Линк постоянно находится лицом к противнику. Метательное оружие автоматически направляется на цель, что освобождает игрока от необходимости вести прицеливание вручную. Эта система, в дальнейшем ставшая известной как «захват цели» и считающаяся ныне стандартом для современных игр жанра, впервые появилась именно в Ocarina of Time. Контекстно-зависимые действия позволили разработчикам назначать несколько задач на одну кнопку, что упростило управление. Экранный дисплей показывает при этом, что произойдёт при нажатии кнопки, и изменяется в зависимости от действий Линка. Например, одна кнопка одновременно позволяет персонажу толкать ящик и даёт возможность залезть на него, если толкнуть аналоговый стик в его сторону. Эта система также считается стандартной для всех игр жанра, однако на момент выхода Ocarina of Time такого ещё никто не видел. Другими нововведениями игры стали система смены дня и ночи, которая влияла на геймплей, а также упор на исследование большого трёхмерного открытого мира и существенное количество побочных заданий. Годы спустя это будет реализовываться повсеместно, однако до выхода Ocarina of Time в 1998 году ничего подобного в истории видеоигр ещё не делали (по крайней мере, в таком количестве и качестве, как это было сделано в проекте Nintendo).
Первые часы игры представляют собой фактическое обучение основам игрового процесса для новых игроков, в ходе которого их обучают взаимодействию с интерфейсом а также использованию приёмов и игровых действий и навигации в игровом мире. Игровой баланс выкручен в сторону более высокой сложности, нежели это бывает в играх в среднем. Это связано с тем, что игра, по сути, была «переходным мостом» между старой и новой боевыми системами, как и «мостом» между двухмерными и трёхмерными играми. По ходу прохождения Линк под руководством игрока увеличивает силу своей атаки и разучивает новые способности, собирая предметы и оружие в подземельях и на поверхности. Ocarina of Time содержит несколько дополнительных квестов и второстепенных задач, выполнение которых опционально и не влияет на прохождение всей игры. Успешно выполненный дополнительный квест даёт Линку возможность использовать новый вид оружия или новую способность. Например, в одном из таких мини-приключений Линк обменивает имеющиеся у него предметы, которыми он сам не умеет пользоваться, на другие. Если игрок правильно выполнит последовательность из десяти обменов, Линк получит двуручный меч Биггорон (англ. Biggoron Sword), самый сильный клинок в игре. В другом квесте персонаж может получить лошадь Эпону, которая позволит ему передвигаться быстрее, однако верхом Линк будет ограничен в использовании стрел. Помимо этого персонаж должен получить в дополнение к полученному в начале игры изумруду ещё два камня — сапфир и рубин — путём победы над двумя крупными боссами в подземельях.
На начальном этапе игры Линк получает окарину, духовой инструмент, который позже меняет на Окарину времени. На протяжении всей игры персонаж и игрок разучивают 12 мелодий для этого инструмента, которые позволяют им решать музыкальные головоломки и перемещаться во времени и пространстве. Окарина времени также нужна для того, чтобы добраться до Высшего меча (англ. Master Sword) в Храме времени (англ. The Temple of Time). Когда Линк использует клинок, он перемещается на 7 лет в будущее и становится взрослым. Маленький и взрослый Линки обладают разными способностями. Например, только взрослый персонаж может использовать Лук фей (англ. Fairy Bow), и только маленький Линк может пробраться в узкие лазы. Используя меч, главный герой способен свободно перемещаться между двумя периодами времени, а играя на Окарине времени «Песню Солнца» Линк в состоянии превращать день в ночь и наоборот. После получения меча Линк должен собрать шесть медальонов, с помощью которых он сможет одолеть своего главного противника, Ганондорфа. Доцент Эндрю Латем назвал эту систему большим шагом вперёд для франшизы и фактическим ключом игры, который открыл для игрока много новых возможностей и совершенно необычный и неожиданный игровой процесс и по аналогии с A Link to the Past позволил ему оказаться в двух разных мирах, принципиально влияя на геймплей и интертекстуальность повествования.

## Сюжет
Скорость течения времени для каждого человека кажется разной, но никто не в состоянии её изменить

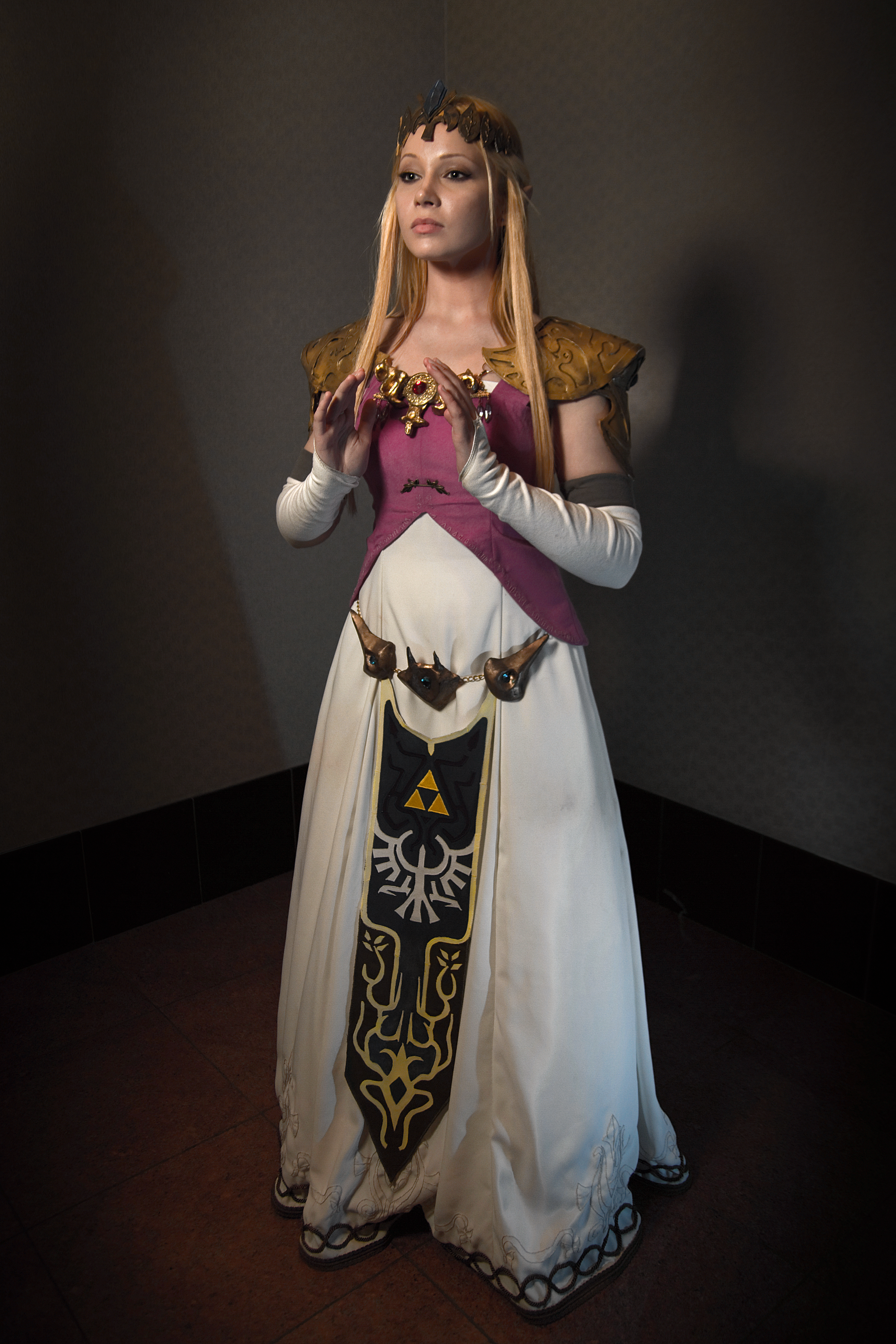
Косплей принцессы Зельды

Игра начинается практически идентично другим играм серии с того, что фея Нави (англ. Navi) будит Линка от ночного кошмара, в котором герой становится свидетелем того, как человек в чёрных доспехах преследует молодую девушку верхом на лошади. Как выясняется, Великое дерево Деку (англ. Great Deku Tree), защитник леса, послало Нави, чтобы она привела к нему Линка. Дерево было подвержено заклятию, и его ожидает скорая смерть. Линк избавляет растение от проклятия, но не может спасти от увядания. Дерево Деку рассказывает Линку, что его проклял «король пустыни», который ищет способ захватить земли королевства Хайрул, и Линк должен остановить его. Оно даёт главному герою Священный камень леса (англ. Sacred Stone of the Forest), также известный как изумруд Кокири, и посылает его в Хайрул поговорить с принцессой Зельдой. После разговора дерево Деку умирает.
В за́мке Хайрул Линк встречается с принцессой, которая рассказывает ему свой сон о будущем королевства и сообщает, что предвидела появление героя. Она уверяет его, что Ганондорф, «король пустыни», ищет Трифорс, святую реликвию Священного царства, которая даёт её обладателю могущество бога. Описание злодея совпадает с описанием человека, который убил Великое дерево Деку. Зельда просит Линка отыскать два священных камня, чтобы он смог войти в Священное царство и добраться до Трифорса раньше Ганондорфа. Линк собирает камни: первый у Дарунии, лидера Горонов, второй у Руто, принцессы Зораса. После этого персонаж возвращается в за́мок, где становится свидетелем того, как Зельду и её няню Импу (англ. Impa) преследует Ганондорф, как ранее в его кошмаре. Он безуспешно пытается остановить злодея. Увидев Линка, Зельда бросает Окарину времени в за́мковый ров. После того, как он достаёт инструмент из воды, Зельда телепатически учит персонажа Песне времени. Внутри Храма Линк использует Окарину времени и камни, чтобы открыть дверь в Священное царство. Там он находит Высший меч, но когда персонаж вытаскивает его из постамента, появляется Ганондорф, который вошёл в храм после главного героя, и забирает Трифорс.
Семь лет спустя Линк просыпается и видит перед собой постаревшего мудреца Рауру (англ. Rauru). Он рассказывает герою, что душа последнего была изолирована семь лет, до того времени, когда он сможет обращаться с Высшим мечом и одолеть Ганондорфа. Рауру — древний Мудрец света (англ. Sage of Light), один из семи Мудрецов, охраняющих Трифорс. Вместе они могут заключить Ганондорфа в темницу, расположенную в Священном царстве. Но пять других мудрецов были лишены своих способностей и памяти, когда Ганондорф превратил Хайрул в Землю тьмы, и теперь они не знают, кем являются. Линк возвращается в Храм времени, где встречает таинственного Шейка (англ. Sheik), который ведёт его к освобождению храмов из-под власти Ганондорфа, что позволяет мудрецам каждого из них пробудиться. Оказывается, что со всеми из них Линк был знаком в детстве. Когда пятеро мудрецов благодаря Линку пробуждаются ото сна, Шейк открывается главному герою и оказывается Зельдой и седьмым мудрецом. Она рассказывает Линку, что сердце Ганондорфа было разбалансировано и что Трифорс разделился на три части. Ганондорф получил только Трифорс силы (англ. Triforce of Power), в то время как Зельда получила Трифорс мудрости (англ. Triforce of Wisdom), а Линк — Трифорс мужества (англ. Triforce of Courage).
Появляется Ганондорф, который похищает Зельду и удерживает её в своём замке. Остальные шесть мудрецов помогают Линку проникнуть в цитадель. Герой побеждает Ганондорфа и освобождает Зельду. В попытке убить героев, злодей разрушает замок. После того, как Зельда и Линк выбегают из разрушающегося замка, Ганондорф выбирается из-под обломков и при помощи Трифорса силы превращается в кабаноподобного зверя по имени Ганон. Он выбивает Высший меч из рук главного героя. При помощи Зельды Линк получает клинок обратно и побеждает злодея. Семь мудрецов объединяются и запечатывают его в Тёмном царстве (англ. Dark Realm). Всё ещё удерживая Трифорс в своих руках, Ганондорф клянётся отомстить потомкам Зельды и Линка за своё заключение. Зельда использует Окарину Времени, чтобы отправить Линка обратно в детство. Нави улетает, а маленький Линк вновь встречается с Зельдой в саду, сохраняя в своей памяти знания о судьбе Хайрула при владычестве Ганондорфа.

## Разработка
Разработка игры началась в Nintendo EAD в 1995 году и продолжалась два с половиной года. Техническую демо-версию Ocarina of Time впервые представили журналистам на закрытом показе Nintendo Space World уже в декабре этого же года. В ней Линк сражался в пустом тёмном пространстве с врагом-рыцарем. Год спустя показали передвижение Линка по локациям игры, а два года спустя на том же показе игру показали уже игрокам, которые были сразу же поражены её возможностями. Игру разрабатывали одновременно с Super Mario 64 и Mario Kart 64. Изначально она планировалась как часть стартовой линейки игровой приставки Nintendo 64. Её хотели выпустить на дисках для переферийного дискового накопителя Nintendo 64DD, который на тот момент ещё находился в разработке. Однако позже было принято решение выпустить игру на 256-мегабитном картридже из-за высоких требований к производительности данных, вызванных необходимостью чтения 500 анимаций персонажей, созданных с помощью технологии захвата движения, в течение всего игрового процесса. Дату релиза перенесли с праздничного сезона 1997 года на 1998 год. Следом планировалось всё же выпустить игру на дисках для Nintendo 64DD.
Согласно изначальным планам, игра должна была весить до 16 мегабайт, однако позже порог увеличили до 32 мегабайт, что сделало Ocarina of Time самой объёмной игрой компании на тот момент времени. На начальном этапе разработки у команды были опасения по поводу ограничения размера хранимых данных на картридже приставки. В худшем случае игра должна была следовать структуре Super Mario 64, то есть её игровой мир должен был быть ограничен замком Ганондорфа в качестве центрального узла и использовать систему порталов для перемещения по локациям, аналогичную тем, что Марио использует для перемещения по миру. На этом этапе возникла идея битвы с двойником Ганондорфа, который перемещается через картины, которую реализовали в ходе разработки битвы с боссом в темнице Лесного храма.
Один из основателей серии The Legend of Zelda Сигэру Миямото на момент начала разработки занимал должности главного режиссёра и продюсера Super Mario 64. Однако он стал участвовать и в производстве Ocarina of Time, отвечая сразу за пять проектов компании. За разработку разных частей игры отвечали разные режиссёры, что было новой стратегией для подразделения. За дизайн подземелий игры, например, отвечал Эйдзи Аонума, внеся в игровой процесс множество новых нарративов. До этого Аонума занимался конструированием марионеток, в связи с чем многое понимал в этом деле. Всего в состав команды входили пять режиссёров-геймдизайнеров, являющихся ветеранами разработки игр компании Nintendo: помимо Эйдзи Аонумы это Тору Осава, Йоити Ямада, Ёсиаки Коидзуми и Тосио Иваваки. Со временем количество команд выросло до 4—5 в разные моменты времени, каждая из которых работала над разными базовыми механиками и составляющими игры, такими как сценарий, анимация Линка, преобразование классических 2D-элементов в их улучшенную 3D-форму, эксперименты с положением камеры, захват движения, звук, спецэффекты и управление временем. Всего в разработке игры участвовало более 120 человек, включая каскадёров.

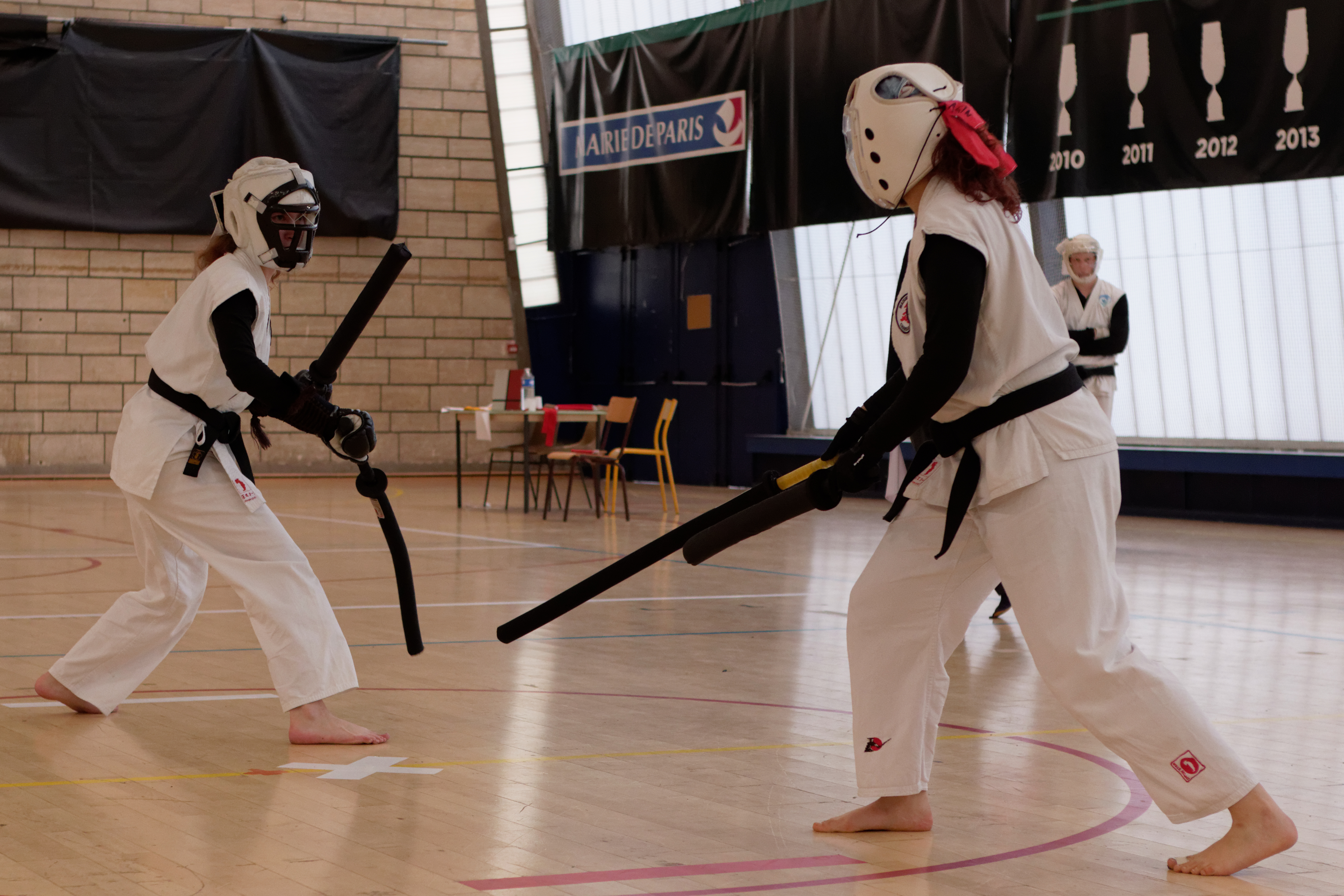
Несмотря на сеттинг средневековой фэнтези-Европы, вдохновением для движений Линка в ходе боя послужила система тямбара из японских фильмов о самураях, изображённая на иллюстрации

Ранее команда никогда не разрабатывала 3D-игры. Позже помощник режиссёра Макото Миянага вспоминал её «страсть к созданию чего-то нового и беспрецедентного». Поселения в игре сделаны под вдохновением от внешнего вида Средневековой Европы, а при создании рынка Хайрула Миямото лично ездил в Германию, где провёл несколько недель в баварской Нижней Франконии, наблюдая за фахверками, внешний вид которых воспроизвёл в игре. Несмотря на то, что сюжет игры развивается в сеттинге «средневековой сказки о мече и колдовстве», источником вдохновения для Миямото при создании боевой системы («боёвки») игры послужили элементы японского жанра тямбара. Команда разработчиков во главе с Тору Осавой пришла в тематический парк «Эйга-мура» (Toei Kyoto Studio Park) для того, чтобы остыть от долгой работы. Там показывали представление ниндзя. Когда в одного из них метнули серп на цепи, тот схватил противника за клинок, и самурай, натянув цепь, стал обходить противника по кругу. При этом ниндзя всегда смотрел на противника. В этом ключе впервые в истории игровой индустрии была разработана система Z-targeting, она же система захвата цели. Аналогично Тору Осаву впечатлило как ниндзя, «словно заскриптованные», нападали по одному, а не толпой, выжидая, пока их противник расправится с первым врагом. Эта же система была реализована в игре, также впервые в истории видеоразвлечений. Сейчас она используется повсеместно, однако тогда рецензенты были вынуждены тратить по нескольку абзацев для того, чтобы объяснить игрокам, что же это такое и как такое возможно. Z-targeting стал прорывом в разработке, после него она пошла намного проще.
Первоначально Миямото планировал сделать Ocarina of Time игрой от первого лица для того, чтобы игроки могли больше погрузиться в мир игры и с бо́льшим интересом исследовать окружение. Это же позволило бы команде сосредоточиться на развитии внешнего вида врагов и окружения. От этой идеи отказались сразу после того, как появилась идея о Линке-ребёнке: геймдизайнеры посчитали необходимым дать игрокам возможность видеть его на своём экране. Больше всего идее сделать игру от первого лица противился Коидзуми, ставший ключевым разработчиком модели Линка. Миямото также противился идеи вписания в нарратив игры взрослого персонажа, и в качестве компромисса между разработчиками появились оба вида: ребёнок и взрослый. Согласно первоначальной задумке, используя систему Z-targeting игроки должны были видеть на экране стандартный маркер. Однако позже его дизайн изменили на фею, чтобы сделать его «менее роботизированным» и более вписывающимся в нарратив и внешний вид игры. Данная система получила среди разработчиков прозвище «фея навигационной системы» (англ. Fairy Navigation System), а затем это выражение сократили и преобразовали в «Нави», что в конечном счёте и привело к появлению одноимённого персонажа-феи. «Рождение» этого существа стало «поворотным моментом» в разработке сюжетной истории.
Некоторые идеи Миямото, которые он изначально хотел реализовать в Ocarina of Time, не попали в игру, но были использованы в параллельно разрабатывавшейся Super Mario 64, которую планировали выпустить первой. Так и наоборот: некоторые идеи, изначально разработанные для игры по вселенной Марио в дальнейшем перебрались в The Legend of Zelda. Среди них была лошадь Эпона, на которой Линк может двигаться по открытому миру, которую изначально даже планировали нарисовать с настоящей лошади прямо в студии, но затем обошлись фотографиями. Другие идеи не были осуществлены из-за нехватки времени. Согласно изначальному плану, обе игры должны были работать на одном игровом движке, однако Ocarina of Time настолько сильно отличалась от Марио, что Миямото назвал используемые ими движки абсолютно разными программами. Одно из основных различий между ними — управление камерой: если в Super Mario 64 игрок имеет множество возможностей для этого, то в Ocarina of Time она, по большей части, контролируется ИИ. В одном из своих интервью Миямото говорил, что элементы управления камерой в Ocarina of Time призваны отразить сфокусированность на игровом мире, тогда как в Super Mario 64 они сосредоточены на самом персонаже.
Мы решили не тратить наше ограниченное время и силы на предварительную обработку изображений, как это обычно делают в кино, а углубиться в тестирование других интерактивных элементов и заняться доведением игры… На самом деле я изменил сценарий всего лишь за несколько месяцев до завершения её разработки, и хотя сотрудники были весьма недовольны тем, что им пришлось переделывать то, что они уже сделали, мы смогли внести исправления в игру в короткие сроки, поэтому это не вызвало проблем в дальнейшем. Это может звучать как оправдание, но мы так сделали не потому, что приставка не имеет доступа к CD-ROM, где мы смогли бы реализовать обработку игровых фильмов в реальном времени.
Сценарий игры написал Тору Осава на основе сюжетной линии, придуманной Миямото и Ёсиаки Коидзуми при поддержке сценариста A Link to the Past и Link’s Awakening Кэнсукэ Танабэ. Задачей Миямото, которую он ставил перед собой, было создание кинематографичной игры, которая тем не менее отличалась бы от фильмов. Такуми Кавагоэ, автор кат-сцен для игр компании, сказал, что его приоритетом было дать игроку возможность почувствовать то, что он сам контролирует происходящее в игре. Чтобы обеспечить непрерывность и кинематографичность игрового процесса, ролики в игре генерируются с помощью вычислений в реальном времени, а не являются пререндеренным полноформатным видео, разделённым на части. Это стало ещё одним революционным решением, так как позволило с одной стороны полностью продемонстрировать графику, а с другой — создать непрерывный и погружающий игрока в себя геймплей, который не могли показать стандартные для того времени консольные видеоразвлечения вроде Final Fantasy VII или Resident Evil. По замыслу Миямото, кат-сцены в реальном времени должны были занимать более 90 минут игрового времени вне зависимости от того, есть ли на приставке обширный носитель, например, CD-ROM, на котором можно хранить эти самые пререндеренные видео. В интервью Сигэру говорил, что рендеринг в реальном времени позволил его небольшой команде из 3—7 авторов внутриигровых видео достаточно быстро создать ролики сюжетной линии и сосредоточиться на разработке дополнительных элементов игрового процесса даже на последних месяцах разработки, а не ждать повторного процесса рендеринга.
В конце 1990-х годов на игровых приставках Nintendo не хватало популярных эксклюзивных игр. Журналисты Next Generation писали о том, что компания «совершенно не может себе позволить ещё один праздничный сезон без по-настоящему большой видеоигры», в связи с чем Ocarina of Time к этому времени стала одной из самых ожидаемых игр десятилетия, «от которой в принципе зависит судьба приставки Nintendo 64». В марте 1998 года The Legend of Zelda стала самой ожидаемой игрой для приставки в Японии. Председатель совета директоров компании Говард Линкольн на выставке E3 1998 года настаивал на том, чтобы игра вышла вовремя и стала настоящим «блокбастером» Nintendo, словно популярный голливудский фильм.

## Выпуск
Американцы, которые оформили предварительный заказ Ocarina of Time, вместе с игрой получили коробку ограниченного выпуска с золотой пластиковой карточкой с надписью Collector’s Edition (с англ. — «Коллекционное издание») и картриджем аналогичного цвета — традиция, которая началась с оригинальной The Legend of Zelda, вышедшей в 1986 году для NES. Спрос на игру был настолько велик, что 3 ноября 1998 года крупный магазин Electronics Boutique прекратил принимать предзаказы. В некоторых странах в журналах вида Club Nintendo публиковались комиксы по сюжету игры.
Было выпущено несколько версий Ocarina of Time. Более поздние включали в себя незначительные изменения, такие как устранение ряда мелких багов, изменение цвета крови Ганондорфа с малинового на зелёный и изменение музыки в храме огня для устранения элементов исламского призыва к молитве. Семпл с наличием последнего разработчики взяли из коммерческой библиотеки и позже уверяли, что не знали о том, что он содержит отсылки к исламским священным текстам. Тем не менее широкое распространение получило мнение о том, что в компании с самого начала знали о них, а материал удалили лишь из-за возмущения общественности. Другим возможным вариантом является то, что компания удалила призывы после того, как обнаружила, что нарушает политику избегания религиозных материалов в своих продуктах.

## Порты, ремейки и адаптации
Компания портировала игру на свою следующую приставку, GameCube, как часть The Legend of Zelda: Collector’s Edition, сборника игр серии Zelda. Порт работает с разрешением 640 × 480, что в четыре раза больше, чем у оригинала, и поддерживает прогрессивную развёртку. Другая версия для GameCube включила в себя оригинальную игру и второй, более сложный «Мастер-квест», который в компании включили в качестве бонуса за предварительный заказ продолжения 2002 года The Legend of Zelda: The Wind Waker в Японии и США и в бандлы для приставок по всему миру. Её получили и те, кто приобрёл и провёл регистрацию определённого программного обеспечения или подписался на журналы или клубы Nintendo.
В феврале 2007 года Ocarina of Time вышла для Wii Virtual Console за 1000 очков. Эта версия является эмуляцией версии для Nintendo 64. Поскольку вибрация контроллера не поддерживается, элемент «Stone of Agony», который использует вибрацию через аксессуар контроллера Nintendo 64 Rumble Pak, изначально не работал. Однако это не помешало игре, как и основной версии, получить признание критиков и высокие оценки, в частности 8,9/10 от GameSpot, 96 из 100 от RPGFan и 10/10 от IGN с припиской об «одной из величайших игр в истории» и о том, что это совершенно незначительная проблема, теряющаяся на фоне общего качества игры и её порта. 5-минутное демо Ocarina of Time можно увидеть в Super Smash Bros. Brawl 2008 года. Помимо этого игру портировали и на приставку Wii U уже с включением вибрации контроллера, и 2 июля 2015 года она вышла по всему миру. Ocarina of Time была одной из немногих портированных игр для игровой приставки iQue Player.
По игре вышли два танкобона адаптации сюжета игры с формате манги за авторством Акиры Химекавы. На японском публиковались в издательстве Shogakukan, на английском — в Viz Media.

### Ocarina of Time 3D
В июне 2010 года американское подразделение Nintendo анонсировало ремейк Ocarina of Time для портативной игровой системы Nintendo 3DS. Игра, получившая название The Legend of Zelda: Ocarina of Time 3D, поступила в продажу в Японии 16 июня 2011 года. В этом же месяце вышли версии для Европы и Америки. Осуществила порт, впрочем, не сама Nintendo, а малоизвестная студия-разработчик Grezzo.
Ремейк получил обновлённую графику и поддержку стереоскопического изображения и гироскопа при прицеливании. Появилась возможность изменять экипировку персонажа с помощью сенсорного экрана без необходимости открывать отдельное меню. Кроме того обновлённая версия получила незначительные изменения игрового мира, в том числе облегчающие прохождение наиболее сложных заданий.
По оценке журналиста «Гардиан», в ремейке мир Хайрула выглядит куда более ярким и чётким, нежели когда либо ещё. Населённые пункты и торговые точки отныне переполнены всяческими деталями, а новые настройки графики для монстров дополняют этот бестиарий. Благодаря дополнительной глубине ползунка навигация упрощена, а открытые пространства кажутся шире и длиннее, нежели в оригинальной версии. Помимо этого в игре появилась возможность прицеливания от первого лица с помощью гироскопического датчика и новая система подсказок для новичков, что позволило модернизировать игру, вышедшую поколения назад. Рецензент журнала RetroManiac также поставил игре высший из возможных баллов и отметил, что авторы продолжают удивлять, как было когда-то, когда игра только вышла, и игра остаётся «потрясающим приключением» и достойным ремейком «лучшей игры в истории». В рецензии для Giant Bomb Бред Шомейкер назвал игру превосходным ремейком, который наверняка является предшественником не менее великих игр, поскольку раз Nintendo смогли сделать столь хороший ремейк по настоящему выдающейся игры, то от следующих игр серии Zelda на 3DS можно ожидать не хуже. По словам обозревателя Destructoid Джеймс Стерлинг, версия для 3DS представляет собой самую совершенную версию одной из лучших игр в истории, которую абсолютно не имеет смысла обозревать, поскольку любой геймер решил, покупать её или нет, сразу после анонса. Тем не менее оценки этой версии игры оказались ниже, нежели у оригинала. На агрегаторе рецензий Metacritic игра имеет 95 баллов из 100, в то время как оригинальная версия — 99 из 100. Во многих игровых изданиях игра также получила оценку ниже, нежели оригинальная Ocarina of Time.

### «Мастер-квест»
| Сводный рейтинг    | Сводный рейтинг       |
| Агрегатор          | Оценка                |
| ------------------ | --------------------- |
| GameRankings       | 89,77 %               |
| Metacritic         | 91 / 100 (10 reviews) |
| MobyRank           | 86 / 100              |
| Иноязычные издания |                       |
| Издание            | Оценка                |
| GameRevolution     | A-                    |
| IGN                | 9,0 / 10              |
| Nintendo Power     | [ 91 ]                |
| RPGamer            | 3 / 5                 |
| Gaming Age         | 10 / 10               |

После завершения работы над оригинальной Ocarina of Time команда Nintendo разработала новую версию для тогда ещё не выпущенного периферийного устройства 64DD, получившую рабочее название Ura Zelda, что обычно расшифровывается как «Другая Зельда». В IGN описали её как вторую версию «Окарины» с изменёнными подземельями, содержащую новый контент, часть которого ранее вырезали из-за ограничений по объёму памяти. В 1998 году выход игры отложили на неопределённый срок из-за проблем с разработкой 64DD, а позже и вовсе отменили из-за коммерческого провала устройства. В августе 2000 года Миямото заявил, что работа завершена, и сообщил, что никаких онлайн-режимов для игры никогда не планировалось. Вместо этого Ura Zelda была существенно преобразнована и превратилась, по настоянию Эйдзи Аонумы, в следующую игру серии, Majora’s Mask.
Ura Zelda в её первоначальном варианте позже портировали и выпустили для приставки GameCube в 2002 году в Японии как Zeruda no Densetsu: Toki no Okarina GC Ura (яп. ゼルダの伝説 時のオカリナ GC裏 Зэруда но дэнсэцу: Токи но окарина GC Ура) и в 2003 году в Северной Америке и Европе как The Legend of Zelda: Ocarina of Time Master Quest (с англ. — «Легенда о Зельде: Окарина Времени Мастер-квест»). По словам Миямото, портировать игру было достаточно просто, поскольку в ней использовались лишь немногие функции 64ADD. Master Quest использует тот же движок, что и оригинальная Ocarina of Time, и совпадает с ней сюжетно, но при этом в игре присутствуют другие подземелья и головоломки, а сложность игры повышена.
Пир Шнайдер из IGN в обзоре данной версии игры дал в целом положительный отзыв, сравнив концепцию со вторым квестом оригинальной The Legend of Zelda. Он написал, что некоторые переработанные области были беднее, нежели в оригинале, и предположил, что они могли быть собраны из материалов «второго сорта», которые были забракованы при создании игры 1998 года. Пир описал порт как игру с улучшенной графикой, но с практически не изменившейся частотой кадров. Он написал, что элементы управления на контроллере новой приставки выглядят «несколько неуклюже». Тем не менее журналист описал игру как «сладкий сюрприз для любого фаната Zelda» (англ. sweet surprise for any Zelda fan) и написал, что рекомендует её к покупке даже за полную цену. Закари Льюис из RPGamer поставил игре среднюю оценку в 3 балла из 5. Он похвалил переработанные головоломки, которые требуют лучшего попадания в тайминг и находят новые способы применения предметов из оригинальной игры, однако отметил неоднозначность решения увеличения сложности, которым игроки будут или восхищены, или резко разочарованы. В рецензии для журнала Nintendo Power группа из пяти журналистов по отдельности оценила эту версию в максимально возможный балл, даже выше, нежели ранее оригинальную игру, назвав её эталоном домашних развлечений и одной из лучших игр в истории, с которой, благодаря грамотному порту теперь сможет познакомиться каждый новый игрок. В Gaming Age игре также поставили высший балл, отметив, что хоть графически игра не сильно и изменилась, но изображения стали чётче и яснее, что вкупе с переходом на более высокое разрешение сделал игру более красочной, нежели на N64. Также рецензент похвалил более плавное управление и удобное назначение стика C для выбора предметов. Однако в целом же «Мастер-квест» получил меньшее признание критиков, нежели оригинальная игра: на агрегаторе рецензий Metacritic у него 91 балл из 100, что, впрочем, также означает всеобщее признание критиков.

## Музыка в игре

Окарина времени (Ocarina of Time)

Саундтрек к Ocarina of Time написал Кодзи Кондо — композитор, известный своей работой над музыкальным оформлением ключевых игр Nintendo, и автор музыки для большинства игр серии The Legend of Zelda. Каждая область Хайрула связана с определённым музыкальным произведением. Учёный-игровед Зак Уален назвал этот приём лейтмотивом наоборот — вместо того, чтобы представлять музыкальной темой только нового персонажа, в игре с её помощью игроку представляли новую среду по мере приближения к ней. В некоторых местах музыка является вариацией мелодии окарины, которую разучивает игрок, находясь в этой области. Помимо создания общего фона музыка в Ocarina of Time является неотъемлемой частью самого игрового процесса. Расположение кнопок на контроллере игровой приставки напоминает расположение отверстий на окарине, и игрок должен перед завершением игры научиться играть на ней несколько песен. Все они воспроизводятся с использованием пяти разных нот, которые доступны на музыкальном инструменте. При этом, изменяя высоту аналогового стика, игроки могут извлекать дополнительные тона. Кондо рассказывал, что создание ряда отдельных тем со столь ограниченным количеством нот было «серьёзной проблемой», однако он считает, что конечный результат получился очень естественным.
Австралийский учёный-музыковед и писатель Дэн Голдинг отметил, что в подростковом возрасте он воспринимал игру как своеобразный мюзикл: во всех важных моментах появляется музыка, которая глубоко въедается в память, вследствие чего, услышав определённые моменты из саундтрека, он обязательно начинал вспоминать соответствующие ей моменты из игры. Также звуковое сопровождение взрослого и маленького Линка отличаются, что позволяет легко отличить, за кого играет игрок, даже не видя экран.
Официальный саундтрек игры в Японии издало 18 декабря 1998 года издательство Pony Canyon. Он состоит из одного компакт-диска, на который записано 82 трека. Позже вышла и американская версия с меньшим количеством треков и другим оформлением упаковки. Музыку игры похвалили многие критики, хотя критик издания IGN Пир Шнайдер оказался разочарован тем, что классическую тему серии так и не включили в саундтрек Ocarina of Time. В 2001 году в интернет-издании GameSpot саундтрек игры включили в список из десяти лучших игровых сопровождений в истории. К тому моменту его ещё не выпустили ни в Европе, ни в Австралии. До стран на этих континентах он добрался в 2011 году, когда появилось ограниченное издание из 51 трека в версии игры для 3DS. Купившим игру для этой игровой приставки и членам клуба Нинтендо из этих регионов саундтрек отправили бесплатно по почте в качестве стимула для регистрации продукта в клубе. Тему в храме огня в этой версии изменили, убрав из неё исламские мотивы.
Hero of Time, оркестровую запись саундтрека Ocarina of Time в исполнении словацкого национального симфонического оркестра, издала игровая компания Materia Collective в 2017 году. Версию на виниловой пластинке же издала компания Iam8bit. Эта запись получила номинацию на премию «Лучший кавер/ремикс на музыку из игры» (англ. Best Game Music Cover/Remix) на 16-й ежегодной церемонии награждения Game Audio Network Guild Awards.
Популярность игры привела к увеличению объёмов продаж самого музыкального инструмента.

## Восприятие
| Сводный рейтинг                                                                       | Сводный рейтинг | Сводный рейтинг | Сводный рейтинг |
| Издание                                                                               | Оценка | Оценка | Оценка |
| Издание                                                                               | 3DS | N64 | Wii |
| ------------------------------------------------------------------------------------- | --- | --- | --- |
| GameRankings                                                                          | 93,89 % | 97,54 % | N/A |
| Metacritic                                                                            | 94 / 100 | 99 / 100 (1 место) | N/A |
| MobyRank                                                                              | 95 / 100 | 97 / 100 | N/A |
| Иноязычные издания                                                                    | | | |
| Издание                                                                               | Оценка | Оценка | Оценка |
| Издание                                                                               | 3DS | N64 | Wii |
| 1UP.com                                                                               | N/A | A+ | N/A |
| AllGame                                                                               | N/A | [ 122 ] | N/A |
| CVG                                                                                   | N/A | [ 123 ] | N/A |
| Destructoid                                                                           | 9,5/10 | N/A | N/A |
| Edge                                                                                  | N/A | 10 / 10 | N/A |
| EGM                                                                                   | N/A | 10 / 10 | N/A |
| Eurogamer                                                                             | N/A | N/A | 10 / 10 (США) 5 / 5 (Германия) |
| Famitsu                                                                               | 37 / 40 | 40 / 40 | N/A |
| GameFan                                                                               | N/A | 296 / 300 | N/A |
| Gameblog                                                                              | 10/10 | N/A | N/A |
| Game Informer                                                                         | N/A | 9,75/10 | N/A |
| GamePro                                                                               | N/A | [ 131 ] | N/A |
| GameRevolution                                                                        | 9 / 10 | A | N/A |
| GameSpot                                                                              | 8,5 / 10 | 10,0 / 10 | 8,9 / 10 |
| Giant Bomb                                                                            | [ 81 ] | N/A | N/A |
| IGN                                                                                   | 9,5 / 10 | 10,0 / 10 | 10,0 / 10 |
| Jeuxvideo.com                                                                         | 19 / 20 | 18 / 20 | 18 / 20 |
| Next Generation                                                                       | N/A | [ 138 ] | N/A |
| Nintendo Life                                                                         | [ 139 ] | [ 140 ] | N/A |
| Nintendo Power                                                                        | N/A | 9,5 / 10 | N/A |
| Nintendo World Report                                                                 | 9,5 / 10 | N/A | N/A |
| Pocket Gamer                                                                          | [ 143 ] | N/A | N/A |
| RPGamer                                                                               | N/A | 5 / 5 | N/A |
| RPGFan                                                                                | N/A | N/A | 96 / 100 |
| Ação Games                                                                            | N/A | 9,8 / 10 | N/A |
| Club Nintendo México                                                                  | N/A | [ 146 ] | N/A |
| Consoles +                                                                            | N/A | 100 % | N/A |
| Fun Generation                                                                        | N/A | 10 / 10 | N/A |
| Gamers' Republic                                                                      | N/A | A | N/A |
| Gaming Age                                                                            | N/A | 10 / 10 | N/A |
| RetroManiac                                                                           | 10 / 10 | N/A | N/A |
| Total!                                                                                | N/A | 1 / 6 | N/A |
| Video Games                                                                           | N/A | 98% | N/A |
| Русскоязычные издания                                                                 | | | |
| Издание                                                                               | Оценка | Оценка | Оценка |
| Издание                                                                               | 3DS | N64 | Wii |
| «Игромания»                                                                           | 9,0 / 10 | N/A | N/A |
| «Мир фантастики»                                                                      | N/A | 9,0 / 10 | N/A |
| «Страна игр»                                                                          | 9,0 / 10 | 9,5 / 10 | N/A |
| Награды                                                                               | | | |
| Издание                                                                               | Награда | Награда | Награда |
| Japan Media Arts Festival                                                             | Главный приз | Главный приз | Главный приз |
| CESA Award, MMCA Awards, VSDA Awards, Japan Game Awards, British Academy Games Awards | Игра года | Игра года | Игра года |
| D.I.C.E. Awards (Академия интерактивных искусств и наук)                              | «Игра года», «За выдающиеся достижения в интерактивном дизайне», «За выдающиеся достижения в разработке программного обеспечения», «Игра года: приставки», «Приключенческая игра года: приставки» и «Ролевая игра года: приставки» | «Игра года», «За выдающиеся достижения в интерактивном дизайне», «За выдающиеся достижения в разработке программного обеспечения», «Игра года: приставки», «Приключенческая игра года: приставки» и «Ролевая игра года: приставки» | «Игра года», «За выдающиеся достижения в интерактивном дизайне», «За выдающиеся достижения в разработке программного обеспечения», «Игра года: приставки», «Приключенческая игра года: приставки» и «Ролевая игра года: приставки» |
| Edge, Electronic Gaming Monthly, Game Informer, Games, GameSpot                       | Игра года (издания) | Игра года (издания) | Игра года (издания) |

### Оценки
Первая версия Ocarina of Time для Nintendo 64 получила всеобщее и не имеющее себе равных признание критиков. Многие издания поставили игре высший балл и заявляли о том, что перед ними лучшая игра в истории, в том числе 1UP.com, Allgame, The Californian, The Cincinnati Enquirer, Club Nintendo México, Computer and Video Games, Consoles +, Detroit Free Press, Famitsu (Ocarina of Time стала первой игрой в истории, получившей от данного японского журнала высший балл), Fun Generation, Edge (третья в истории), Electronic Gaming Monthly (впервые в истории, от четырёх независимых рецензентов сразу), GamePro, GameRevolution, Gamers' Republic, GameSpot (первая в истории; автору рецензии пришлось отстаивать возможность поставить эту оценку перед главным редактором, ибо она тогда казалась им немысленным), Gaming Age, IGN (впервые в истории), Next Generation, The News-Press, RPGamer, Times Colonist, Total!, Vancouver Sun. В немецком журнале Video Games игра получила 98 баллов из 100, что стало абсолютным рекордом для него. На сайте — агрегаторе рецензий Metacritic игра имеет высший балл в 99 из 100 (100 из 100 нет ни у одной игры). На аналогичном ресурсе Gamerankings — 97,54 из 100 %, располагаясь на втором месте после Super Mario Galaxy 2007 года с оценкой 97,64. На ещё одном похожем ресурсе MobyRank — первое место наряду с Super Mario Galaxy 2 2010 года с 97 % одобрения. В обзорах рецензенты хвалили многие аспекты игры, в частности дизайн уровней, игровую механику в целом, звук и кинематографичность. Обозреватель GameSpot Джефф Герстман написал, что Ocarina of Time невозможно оценить иным словом, кроме как «безупречная»; аналогичным мнением поделился и обозреватель IGN Пир Шнайдер который написал, что игре суждено стать новым эталоном для видеоразвлечений, и отметил, что она сформировала принципы жанра ролевых боевиков на годы вперёд. Аналогично игру описал и Джеймс Ботторфф из The Californian, который отметил, что Nintendo создала новый стандарт в консольной игровой индустрии. Брин Уильямс из Gamers' Republic написал, что это лучшая игра на приставку и определённо, что сразу было понятно, одна из лучших игр в истории, в которую должен поиграть каждый игрок, расхвалив все её аспекты. Рецензент немецкого журнала Fun Generation написал, что после игры в Ocarina of Time становится совершенно понятно, почему её пришлось ждать так долго, и остаётся неразрешённым лишь один вопрос — а может ли индустрия предложить что-то лучше?; в дальнейшем то же самое говорил и Пир Шнайдер. Рецензент журнала GameFan назвал Okarina of Time главной игрой десятилетия, поскольку если бы была возможность выдать статус магической и лучшей одной игре в мире, то это определённо была бы именно она. В мексиканском журнале Club Nintendo отметили, что игра является лучшей и совершенно несравнимой среди всех, которые были доступны на тот момент во всех отношениях: графике, игровом процессе, саундтреке, игровом дизайне и истории. Аналогично отметили и в Computer and Video Games, заявив, что открыв проход в одно из подземелий игрок не остановится до тех пор, пока не исследует их все, ибо игра невероятно притягивает и затягивает любого, кто её увидит. Критики Game Informer назвали игру лучшим проектом компании Nintendo, лучшей игрой года и непередаваемым шедевром и революцией в плане геймдева, поскольку она определённо изменила понимание видеоигр, и всю историю игровой индустрии можно разделить на два этапа — до релиза Ocarina of Time и после, поскольку как в своё время The Beatles реформировали рок-н-ролл, так и Сигэру Миямото реформировал видеоигры. Критик Джон из этого же издания написали, что день, когда игрок начнёт играть в Ocarina of Time, въестся в его память посекундно, ведь это лучшее фэнтези-приключение со времён Толкина, которое является фактически не игрой, а частью жизни внутри. Рейнер из того же журнала отметил, что игра является «шедевром, который будет жить долгие годы», который сразу стал классикой и, вероятно, лучшим когда-либо выходившим экшеном, «достигнув уровня совершенства, который не будет превзойдён ещё долгие годы». В Entertainment Weekly отметили, что эта игра является настоящим killer apps для консоли Nintendo и ей суждено стать суперхитом. В ретроспективном обзоре редакторы издания GameTrailers назвали «Окарину Времени» «ходячим патентным бюро» из-за количества новых функций, которые стали настоящим стандартом жанра. В то же время Сергей Овчинников из российского журнала «Страна игр» в 1999 году написал, что игра является не революционой, а именно «традиционной», но настолько хорошо сделанной, «что аж дух захватывает».
Графика игры на момент выхода получила крайне высокую оценку за глубину и детализацию, хоть и с оговоркой, что Ocarina of Time явно использовала не все мощности приставки. Дюк Перрис из Game Revolution отдельно отметил лица персонажей, которые получили сложнейшую на тот момент анимацию в 3D, и написал, что они отличались «удивительной грацией». Пир Шнайдер из IGN написал, что «Окарина Времени» улучшила графику Super Mario 64, придав ей ощущение масштабности. Дальность прорисовки он назвал «потрясающей», а больших персонажей-боссов оценил как плюс графической составляющей. Несмотря на явные превосходства в цветовой гамме, дальности и детализации окружения над другими играми Nintendo, некоторые критики отметили, что отдельные графические элементы игры работают не так же хорошо, как, например, в Banjo-Kazooie для той же приставки. Пир Шнайдер написал, что частота кадров в Ocarina of Time уступает прошлой игре на Nintendo 64, особенно на локации «Рынок замка Хайрулла», которую он охарактеризовал как излишне размытую. Джон из Game Informer писал, что дизайн этой игры — «шедевр в его высшей форме». Разные авторы отмечали, что игра являлась лучшей продукцией Nintendo к моменту выхода. Сергей Овчинников написал, что в игре нет никакой сенсационной графики или чего-то, что ранее игроки не видели в других играх, но при этом в неё нельзя поиграть «пару минут». Сев на полчаса, игрок «очнётся в пять утра со слипающимися глазами».
Игровой процесс Ocarina of Time рецензенты хвалили как крайне детализированный, с множеством побочных квестов, на которые игроки действительно захотят отвлечься. Редакторы IGN написали, что игроки будут «поражены» деталями окружающего мира и количеством идей, вложенных в его создание. Они также похвалили игру за кинематографичность, описав широкое эмоциональное воздействие и безупречную операторскую работу. Рецензент GameFan назвал игровой процесс Okarina of Time идеальным, что и следовало ожидать от игры серии The Legend of Zelda, поскольку им она славилась всегда. Хьюбер Брукс из Electronic Gaming Monthly и Марко Хантш из Total! похвалили компанию за то, что она смогла взять лучшие элементы из своих старых 2D-игр и «безупречно преобразовать их в 3D-графику», а авторы Next Generation, помимо этого, — за идеальный переход с 8- на 16-битный картридж. Рецензент Fun Generation писал, что игра содержит «гениально продуманный» игровой процесс, который настолько же сложно найти у конкурентов, как и «иголку в стогу сена», благодаря чему игрокам представится не сравнимый ни с чем игровой опыт. В немецком Video Games отметили, что игровой процесс настолько разнообразен, что тот, кто сможет заскучать во время игры, слишком многое пережил в жизни, из-за чего удивить его уже невозможно. В журнале Nintendo Power в 2010 году Ocarina of Time и Super Mario 64 назвали играми, проложившими другим дорогу в 3D и «открывшими 3D-эру». Он же в 1998 году, принадлежа на тот момент самой Nintendo (в 2009 году его выкупила британская компания Future plc), стал одним из немногих изданий, которые поставили игре не высший балл — лишь 9,5 из 10 возможных. Пир Шнайдер из IGN рассматривал контекстно-зависимую систему управления как один из самых сильных элементов всего игрового процесса. Рецензенты отметили, что это заметно упростило управление ввиду необходимости нажимать меньшее количество кнопок, однако иногда из-за этого игрок вынужден был совершать непреднамеренные действия. Шнайдер отметил, что к системе управления камерой нужно привыкнуть, однако затем к борьбе с противниками привыкаешь как к родной.
Звуковое сопровождение Ocarina of Time было принято в целом хорошо. Сергей Овчинников написал, что ему не понравился «странный и непонятный японский Real Sound». При этом остальную музыку он назвал интересной. Журналист отметил, что данная игра — первая на его памяти со времён революционной Loom 1990 года, где музыка играет столь значимую роль в игровом процессе. Шнайдер написал, что некоторые произведения Кондо похожи на работы Филипа Гласса. По его мнению, многие звуки объёмны и атмосферны, быстро погружают севшего за приставку в мир игры. В то же время он несколько раскритиковал игру, посчитав некоторые звуки «излишне устаревшими». Журналист GameRevolution, наоборот, посчитал это преимуществом благодаря тому, что эти звуки придают игре «налёт ретро». Обозреватель данного издания счёл звук хорошим для компании Nintendo, но не лучшим в целом. Рейнер из Game Informer писал, что звук отличается отличной атмосферой, и саундтрек сам по себе великолепен и отдельно от игры. Габриэль Затан, обозреватель интернет-журнала Pitchfork, оценил официальный саундтрек игры в 9 баллов из 10, а преподаватель музыки из школы Ройял Холлоуэй Лондонского университета Тим Саммерс, исследователь музыкального сопровождения в Ocarina of Time, написал, что в «принятой как шедевр» игре многие рецензенты не зря отмечали музыку и «оказали ей превосходный приём», поскольку она «находится в игровом авангарде» и, поняв её предназначение, можно понять предназначение многих аспектов всей культуры видеоигр. Американо-китайский профессор и специалист по информационным технологиям Гэ Ван в 2014 году писал, что Ocarina of Time является единственной игрой, по-настоящему ярко использующей такой нестандартный музыкальный инструмент, как окарина, а также добавил, что данная часть серии общепризнанно считается одной из величайших игр в истории. Доцент Корнеллского университета Роджер Мосли посчитал, что в игре окарина помещается в органологический контекст и является отсылкой к аналогичному инструменту из оперы Моцарта «Волшебная флейта», где она также наделена магическими свойствами. Роджер посчитал, что в игре прекрасно передали живость инструмента, который является важнейшим элементом игры. По мнению австралийского музыковеда Дэна Голдинга, даже в 2019 году, с учётом общего развития как техники в целом, так и технологий звукозаписи в частности, Ocarina of Time остаётся «прекрасной иллюстрацией того, какие есть возможности использовать музыку в видеоиграх». Композиции Кондо он назвал «колыбельными», которые создают запоминающуюся атмосферу. При этом наиболее знаковыми мелодиями как Ocarina of Time в частности, так и всей серии в целом, Голдинг посчитал «Колыбельную Зельды», сопровождающую появление этой героини, и исполненное на аккордеоне танго, звучащее на рынке Хайрула.

### Продажи
Благодаря хорошей маркетинговой компании продажи Ocarina of Time оказались очень высокими. В Соединённых Штатах Америки количество предзаказов на игру превысило 500 000 копий, что было в три раза выше существовавшего на тот момент рекорда. За неделю после старта продаж было реализовано более миллиона копий игры. К концу года же Ocarina of Time была продана в количестве 2 500 000 копий, что сделало её самой продаваемой игрой 1998 года, несмотря на то, что с момента релиза до конца года прошло лишь 39 дней. Она сделала Сигэру Миямото «лицом компании» и во многом дала ему карт-бланш на дальнейшую разработку других игр серии The Legend of Zelda, а также многих других проектов, в дальнейшем ставших классикой Nintendo. В первый день продаж игра принесла 100 миллионов долларов США прибыли, а за период до конца года компания заработала 150 миллионов долларов — больше, чем собрал в прокате любой голливудский фильм, самый кассовый из которых — «Приключения Флика» — за это же время собрал 114 миллионов долларов. В Японии игра была продана тиражом в 820 000 копий, расположившись на десятом месте в списке самых продаваемых игр года. Журнал Edge также сообщал, что продажи в этой стране за первую неделю составили 386 234 копии, что превзошло продажи в этот период у самой кассовой игры того года на территории Японии — первой Metal Gear Solid. В Великобритании игра была продана в количестве 61 232 копий за первый уикэнд. Всего на 2020 год было продано 13,22 миллиона копий игры по миру, благодаря чему Ocarina of Time расположилась на втором месте в списке самых продаваемых игр серии сразу после вышедшей в 2017 году и проданной к этому же моменту в количестве 19,08 миллиона копий Breath of the Wild. Ранее, в 2014 году, Ocarina of Time попала в Книгу рекордов Гиннеса как самая продаваемая игра в истории для игровых приставок компании Nintendo.

### Награды
В 1998 году Ocarina of Time выиграла главный приз в разделе интерактивного искусства фестиваля Japan Media Arts, а также заслужила статус лучшей игры 1998 года на третьем вручении премии CESA Award, на вручении MMCA Awards, VSDA Awards, Japan Game Awards и на второй церемонии BAFTA Game Awards. Она также была удостоена 6 наград на второй церемонии вручения Interactive Achievement Awards (D.I.C.E. Awards): «Игра года», «За выдающиеся достижения в интерактивном дизайне», «За выдающиеся достижения в разработке программного обеспечения», «Игра года: приставки», «Приключенческая игра года: приставки» и «Ролевая игра года: приставки», а также была номинирована в категории «За выдающиеся достижения в развитии персонажей или сюжета», разделив первое место по числу номинаций с Half-Life и заняв первое место по числу побед (что также принесло наибольшее число побед компании Nintendo среди всех представленных на церемонии). Также игра получила награду «Лучшая игра года» от Ассоциации торговцев развлекательным контентом.
Ocarina of Time получила титул «Игра года» от ряда игровых изданий, среди которых Edge, Electronic Gaming Monthly (этот журнал также назвал Ocarina of Time «Игрой года для приставок компании Nintendo»), Game Informer, Games, GameSpot (в консольной номинации, наряду с Grim Fandango в ПК-номинации). Рецензенты Next Generation также писали, что приобретая консоль от Nintendo, покупатели получат доступ к лучшим играм в мире, и главной и любимой среди них безусловно является Okarina of Time.

## Наследие
Эта эпоха больше никогда не повторится. Эта игра оказала огромное влияние в своё время, и это был большой шаг вперёд. Но чем дальше вы движетесь во времени, тем меньше становятся ваши шаги
Согласно мнению многих критиков, игра после своего выхода навсегда изменила жанр приключенческих боевиков благодаря огромному количеству привнесённых инноваций, таких как увеличенная дальность прорисовки, побочные квесты, контекстно-зависимые действия и система наведения на врага. В частности главный редактор Electronic Gaming Montly в 1998, одного из наиболее авторитетных журналов того времени, Джон Дейвисон, рассказывал, что в игре было так много нового и инновационного, что для многих нововведений игры ещё не было подходящих терминов. Для фанатов эта игра стала лицом серии, определившим её дальнейшее развитие. Критики и игроки многократно называли её неподражаемой и опередившей своё время игрой. Уже в 2001 году исследователь киберпространства Эндрю Эванс писал, что Ocarina of Time первой в истории доказала, что видеоигры не уступают, а возможно, и превосходят фильмы по охвату и достоинствам, в частности повествовательному процессу и вовлечению. В 2007 году в IGN писали, что игре удалось собрать в одном подземелье и одной локации больше квестов, головоломок и интересных активностей, нежели другим играм в ходе всей кампании, чего уже хватило бы на признание одной из лучших игр всех времён, но разработчики пошли дальше, добавив контекстно-зависимое управление и систему захвата цели, которые в любой современной игре воспринимаются просто как нечто само собой разумеющееся. В 2011 году обозреватель «Гардиан» Крис Шиллинг писал, что в 1998 году Nintendo, видимо, находилась на пике своих возможностей, создав игру, которую обычно признают величайшей в истории, которая является вершиной игрового дизайна и находится вне времени, ведь спустя 13 лет после выхода её всё ещё не могут превзойти. Позже, в 2017 году, в GamesRadar+ отметили, что лишь 18 лет спустя Nintendo удалось повторить то, что она сделала 18 лет назад, и вновь выдать одну из лучших игр в истории — Breath of the Wild. После выхода игра была многократно включена в списки «величайших игр всех времён» различных изданий, обычно занимая в этих списках первую строчку. В The Ringer отметили, что таких списков не менее 20, в них любая игра любой серии, от Grand Theft Auto до God of War, сравнивается именно с ней в том, насколько близко ей удалось подобраться к Ocarina of Time, а где игра занимает не первое, то обычно она занимает почётное место в десятке, ведь любое другое место сразу же вызывает подозрительное отношение к списку. Там же написали, что эта игра не столько продукт своего времени, сколько определённо продукт, который его определил, в то время как сейчас многое из того, что тогда воспринималось как нечто грандиозное, покажется неказистым: клаустрофобная камера, пустоватый мир и скучные, особенно по сравнению с продолжением, квесты. Однако, по мнению автора этого сайта, именно те элементы, что игра сделала лучше всех тогда, делают её лучшей и сейчас: боевая система, подземелья и интригующая сюжетная линия «девы в беде» и мира, который действительно будет уничтожен без вмешательства игрока. На агрегаторе рецензий Metacritic Ocarina of Time единственная имеет высший балл — 99/100, занимая первое место в списке «лучших игр всех времён» (англ. Best Video Games of All Time), на таком же агрегаторе MobyRank игра имеет рейтинг в 97 % одобрения критиков, занимая первую строчку одновременно с Super Mario Galaxy 2. Издания, которые называли Ocarina of Time величайшей игрой всех времён: Ação Games, Computer and Video Games, Edge, Entertainment Weekly, GameTrailers, IGN, Next Generation, Nintendo Power (от которого Ocarina of Time в последнем выпуске в истории журнала от 2012 года также получила и звание лучшей игры для приставок компании Nintendo) в своём Nintendo Power Top 200, на втором месте разместилась более ранняя A Link to the Past из этой же серии, Game Informer, FHM, GameFan, RetroManiac, PALGN, Easy Allies, GamingBolt (с комментарием о том, что такая позиция просто не нуждается в каком-то обосновании), VideoGamer.com (в версии для 3DS), Video Games, The Ringer (с формулировкой «революционное 3D-приключение, которое, скорее всего, никогда не повторится»), iHeartRadio. Она также заняла призовые места в списках величайших игр всех времён таких изданий, как Slant (11-е место, первое заняла другая игра из серии The Legend of Zelda — Majora’s Mask) и Electronic Gaming Monthly (8-е место). Аналогичного мнения об игре придерживается и автор статьи о серии в энциклопедии видеоигр научного издательства ABC-CLIO.
Ocarina of Time заняла 9-е место в списке лучших игр с открытым миром от издания Gamasutra с припиской, что она считается рядом критиков лучшей игрой всех времён. В 2011 году в ретро-обзоре обозреватель Digitally Downloaded назвал игру «по-прежнему непревзойдённой». В 2014 году она также заняла второе место в списке 100 лучших игр всех времён для приставок компании Nintendo от Official Nintendo Magazine (после не менее революционного и культового платформера Super Mario Bros. 1985 года). То же место игра заняла по версии нидерландского журнала Power Unlimited в 2018 году.
В 2021 году японский телеканал TV Asahi провёл опрос на самую любимую игру всех времён, в котором поучаствовали 50 тысяч японских геймеров. В итоговом списке Ocarina of Time заняла 17 место. При этом на первое место вырвалась самая новая на момент проведения опроса часть серии The Legend of Zelda: Breath of the Wild. В опросе игровых журналистов, блогеров и стримеров от французского издания Gameblog игра заняла 13 место, при этом первое также взяла Breath of the Wild. Также игра неоднократно побеждала в фанатских голосованиях разных изданий. Так в мае 2011 года портал IGN устроил его в честь двадцатипятилетия The Legend of Zelda на звание лучшей игры серии: Ocarina of Time заняла первое место, опередив Majora’s Mask в финале. В 2006 году это же издание устроило голосование на лучшую игру в истории, победу в котором также одержала Ocarina of Time. Игра заняла первое место в списке 20 лучших игр за 20 лет с 1993 по 2013 год, составленном голосованием читателей Edge 2013 года и первое место по версии читателей Game Informer в 2024 году.
Игра многократно получала похвалу и признание в широком влиянии на другие, не менее культовые и высокооценённые игры и игровые серии. Так креативный директор Rockstar Games и один из создателей серии Grand Theft Auto Дэн Хаузер в 2012 году заявил: «Любой, кто делает трёхмерные игры и говорит, что ничего не позаимствовал у Mario или Zelda [с Nintendo 64], лжёт» (англ. Anyone who makes 3-D games who says they've not borrowed something from Mario or Zelda is lying). Его брат и соавтор Сэм рассказывал, что GTA III — дань уважения ганстерским боевикам в современном игровом амплуа, словно «Zelda встретилась со „Славными парнями“». В ответ на заявления многих авторов о существенном сходстве серии Dark Souls с Ocarina of Time глава FromSoftware и разработчик игровой серии Хидэтака Миядзаки в интервью Rolling Stone назвал последнюю «своего рода учебником для любого, кто делает 3D-экшены» и «монументальной игрой» эпохи своей юности, с которой, по его мнению, он «глубоко недостоин сравниваться». Эми Хенниг рассказывала о существенном влиянии серии на разработанную ей в составе Crystal Dynamics серию Legacy of Kain. В частности она говорила, что первая игра Blood Omen: Legacy of Kain со своей камерой и 2D-графикой была «игрой в Zelda-традиции», а вторая игра, Soul Reaver, перешла в 3D под влиянием Ocarina of Time, которая стала революционным шагом. Фумито Уэда рассказывал, что боссы его Shadow of the Colossus — это «инвертированные подземелья Zelda», Клифф Блезински — что таинственность, добавляемая его студией в Gears of War, почерпнута из подземелий Zelda, Джо Мадурейра и Дэвид Адамс — о влиянии на Darksiders, руководство CD Projekt RED — на «Ведьмак 3: Дикая Охота» наряду с Red Dead Redemption, Хадзимэ Табата — о том, что открытый мир Final Fantasy XV создан под вдохновением от мира The Legend of Zelda: Ocarina of Time.
В 2008 году Елизавета Крымова из российского журнала «Мир фантастики» написала, что в серии есть много игр, с которыми стоит ознакомиться, но начинать определённо надо с этой части. Ещё в рецензии 1998 года Пир Шнайдер из IGN писал, что делать игры и при этом никогда не прикоснуться к Ocarina of Time — это всё равно, что снимать кино и никогда не посмотреть «Гражданина Кейна» или быть музыкантом и не слышать Моцарта. В дальнейшем он отмечал, что все журналисты IGN после игры понимали, что это перед ними не просто игра, а настоящая веха истории видеоигр. В комментариях к рецензии на IGN в 2023 году он выражал согласие, что основанная на Ocarina of Time The Legend of Zelda: Tears of the Kingdom 2023 года стала отныне лучшей игрой серии и лучшей игрой в истории. По версии IXBT.games, игра «открыла новые горизонты всем консольным играм» благодаря своим новые наработкам, таким как система наведения и контекстно-зависимые действия, а также игра стала примером того, «надо совмещать наработки предшественников и продвигать жанр, да и индустрию в целом, вперёд». Начиная с января 2000 года игра постоянно помещается на первое место списка «Лучших игр всех времён» журнала Edge. Причину, по которой она попала в юбилейный список 2007 года в 200 номере издания, его журналисты описали словами «Ocarina of Time здесь, в списке не потому, что у Nintendo хватило сил и мудрости сделать отличную игру, а потому, что у неё хватило смелости сделать уникальную» (англ. Ocarina of Time is here in the list not because Nintendo had the power and wisdom to make a great game, but because it had the courage to make a unique one). Ситуация изменилась только с выпуском Breath of the Wild в 2017 году, которая отныне занимает первую строчку в рейтинге журнала.
В 2022 году Нью-Йоркский Национальный музей игр объявил игру новым участником Всемирного зала славы видеоигр.

### Комментарии
1. ↑  Эта система была названа по кнопке контроллера Z, с помощью которой она активировалась. В версии для GameCube, Nintendo 3DS и Wii она получила название L-targeting, поскольку активировалась нажатием на кнопку L, которая располагается на контроллере данных приставок в том же месте, где располагается Z на классическом контроллере[4][5].
2. ↑  Высшая оценка журнала

### Nintendo Entertainment Analysis & Development: Ocarina of Time
1. ↑  Зельда: You go find the other two Spiritual Stones! Let's get the Triforce before Ganondorf does, and then defeat him!
2. ↑  Ганондорф: Arrrrgh! I lost her! You, over there! Little kid! You must have seen the white horse gallop past just now… Which way did it go?! Answer me!! So, you think you can protect them from me … You’ve got guts, kid. Heh heh heh … You want a piece of me?! Very funny! I like your attitude! Pathetic little fool! Do you realize who you are dealing with?! I am Ganondorf! And soon, I will rule the world!
3. ↑  Рауру: The Master Sword is a sacred blade which evil ones may never touch … Only one worthy of the title of «Hero of Time» can pull it from the Pedestal of Time … However, you were too young to be the Hero of Time. … Therefore, your spirit was sealed here for seven years. … Though you opened the Door of Time in the name of peace … Ganondorf, the Gerudo[англ.] King of Thieves, used it to enter this forbidden Sacred Realm! He obtained the Triforce from the Temple of Light, and with its power, he became the King of Evil … His evil power radiated from the temples of Hyrule, and in seven short years, it transformed Hyrule into a world of monsters.
4. ↑  Шейк: You must look for the five temples and awaken the five Sages … One Sage is waiting for the time of awakening in the Forest Temple. … Because of the evil power in the temple, she cannot hear the awakening call from the Sacred Realm …
5. ↑  Зельда (Шейк): Seven years ago, Ganondorf, the King of Thieves, used the door you opened in the Temple of Time and entered the Sacred Realm. But when he laid his hands on the Triforce, the legend came true. The Triforce separated into three parts. Only the Triforce of Power remained in Ganondorf's hand
6. ↑  Ганондорф: 'Someday… When this seal is broken… That is when I will exterminate your descendants!! As long as the Triforce of Power is in my hand…
 Зельда: Thank you, Link… Thanks to you, Ganondorf has been sealed inside the Evil Realm!